# Δ13C

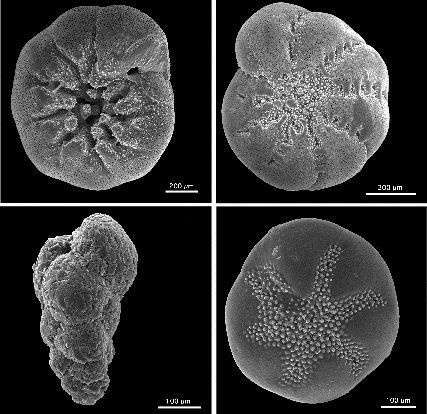
Muestras de foraminíferos

En geoquímica, paleoclimatología y paleo-oceanografía δ13C (pronunciado "delta c trece") es una firma isotópica, una medida de la proporción de isótopos estables 13C: 12C, informada en partes por mil (por mil, ‰). La medida también se usa ampliamente en arqueología para la reconstrucción de dietas pasadas, particularmente para ver si se consumieron alimentos marinos o ciertos tipos de plantas.
La definición es, en por mil:
{\displaystyle \delta {\ce {^{13}C}}=\left({\frac {\left({\frac {{\ce {^{13}C}}}{{\ce {^{12}C}}}}\right)_{\mathrm {sample} }}{\left({\frac {{\ce {^{13}C}}}{{\ce {^{12}C}}}}\right)_{\mathrm {standard} }}}-1\right)\times 1000} ‰
donde el estándar es un material de referencia establecido.
δ13C varía en el tiempo en función de la productividad, la firma de la fuente inorgánica, el entierro de carbono orgánico y el tipo de vegetación. Los procesos biológicos ocupan preferentemente el isótopo de menor masa mediante fraccionamiento cinético. Sin embargo, algunos procesos abióticos hacen lo mismo, el metano de los respiraderos hidrotermales puede agotarse hasta en un 50%.

## Estándar de referencia
El estándar establecido para el trabajo de carbono 13 fue la Beelemita Pee Dee (PDB) y se basó en un fósil marino cretáceo, Belemnitella americana, que provenía de la Formación Peedee en Carolina del Sur. Este material tenía una relación 13C:12C anómalamente alta (0.01118), y se estableció como un valor δ13C de cero. Dado que el espécimen PDB original ya no está disponible, su relación 13C:12C se calcula actualmente a partir de un estándar de carbonato ampliamente medido NBS-19, que tiene un valor δ13C de +1.95 ‰. La relación 13C:12C de NBS-19 es {\displaystyle 0.011078/0.988922=0.011202} Por lo tanto, la relación 13C:12C correcta de PDB derivada de NBS-19 debe ser {\displaystyle 0.011202/(1.95/1000+1)=0.011202/1.00195=0.01118}. Tenga en cuenta que existe una relación PDB 13C:12C ampliamente utilizada pero incorrecta de 0.0112372, que es el resultado de un error de signo en la interconversión entre estándares. El uso del estándar PDB le da a la mayoría del material natural un δ13C negativo. Un material con una relación de 0.010743, por ejemplo, tendría un valor δ13C de –39 ‰ de {\displaystyle (0.010743\div 0.01118-1)\times 1000}. Los estándares se utilizan para verificar la precisión de la espectroscopía de masas; a medida que los estudios de isótopos se hicieron más comunes, la demanda del estándar agotó la oferta. Otros estándares calibrados con la misma relación, incluido uno conocido como VPDB (para "PDB de Viena"), han reemplazado al original. La relación 13C:12C para VPDB, que el Organismo Internacional de Energía Atómica (OIEA) define como valor δ13C de cero es 0.01123720.

## Causas de las variaciones deδ13C
El metano tiene una firma δ13C muy ligera: metano biogénico de −60 ‰, metano termogénico −40 ‰. La liberación de grandes cantidades de clatrato de metano puede afectar los valores globales de δ13C, como en el máximo térmico paleoceno-eoceno.
Más comúnmente, la relación se ve afectada por las variaciones en la productividad primaria y el entierro orgánico. Los organismos toman preferentemente el 12C ligero y tienen una firma δ13C de aproximadamente −25 ‰, dependiendo de su vía metabólica. Por lo tanto, un aumento en δ13C en fósiles marinos es indicativo de un aumento en la abundancia de vegetación.
Un aumento en la productividad primaria causa un aumento correspondiente en los valores de δ13C a medida que más 12C está encerrado en las plantas. Esta señal también es función de la cantidad de entierro de carbono; Cuando el carbono orgánico está enterrado, más 12C queda bloqueado del sistema en sedimentos que la relación de fondo.

## Significado geológico de las excursionesδ13C
Las plantas C3 y C4 tienen diferentes firmas, lo que permite detectar la abundancia de gramíneas C4 a través del tiempo en el registro δ13C. Mientras que las plantas C4 tienen un δ13C de −16 a −10 ‰, las plantas C3 tienen un δ13C de −33 a −24 ‰.
Las extinciones en masa a menudo están marcadas por una anomalía negativa δ13C que se cree que representa una disminución en la productividad primaria y la liberación de carbono a base de plantas.
La evolución de las grandes plantas terrestres en el Devónico tardío condujo a un mayor entierro de carbono orgánico y, en consecuencia, a un aumento de δ13C.